# Xenoencyrtus niger
Xenoencyrtus niger är en stekelart som beskrevs av Edgar F. Riek 1962. Xenoencyrtus niger ingår i släktet Xenoencyrtus och familjen sköldlussteklar.
Artens utbredningsområde är Montserrat. Inga underarter finns listade i Catalogue of Life.